# Ziua Oceanului Planetar

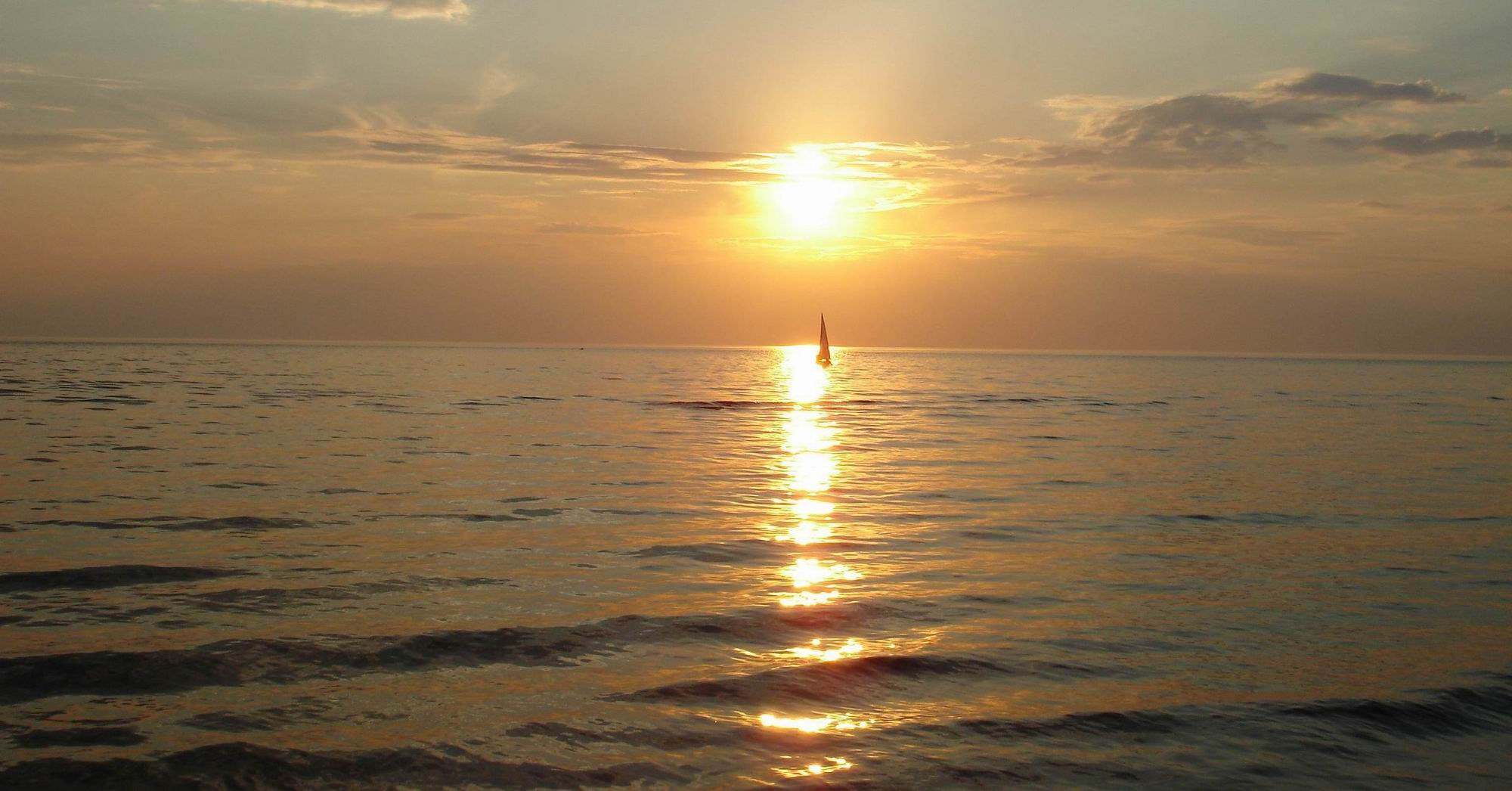

Ziua Oceanul Planetar se sărbătorește în fiecare an pe data de 8 iunie, din anul 1992, la summit-ul mondial de la Rio de Janeiro, Brazilia, însă nu este încă recunoscută drept sărbătoare internațională de Națiunile Unite. La data declarării, erau definite patru obiective, reflectate prin proiectul propus pentru anul 2009: „Seas the day!” (trimitere la maxima „Trăiește-ți clipa”, tradusă în engleză ca „Seize the day”).
Primul obiectiv este acela de a acționa în fiecare clipă, de a schimba perspectiva cetățenilor, încurajându-i să se gândească la ce semnifică marea pentru ei și la ce are ea de oferit oamenilor. Al doilea mare obiectiv este de a le oferi oamenilor șansa să învețe. Multe persoane nu-și dau seama de abundența de vietăți care trăiesc în apă și de consecințele pe care le au factorii antropogenici asupra lor. Un alt punct important este acela de a schimba stilul de viață al oamenilor și percepția acestora asupra mărilor ți oceanelor. Cel de-al patrulea obiectiv major este de a sărbători. Fie că oamenii locuiesc pe țărm sau nu, pot participa la orice eveniment care are scopul de a promova îngrijirea oceanelor.
Anul acesta sunt acordate două premii: Global Ocean Conservation Award, ce va recompensa o persoană care a contribuit semnificativ la conservarea oceanului planetar, și Ocean Revolution Native Oceans Award, premiu acordat unui tânăr care a contribuit la menținerea echilibrului natural și care provine dintr-o țară în care oceanul are importanță economică, culturală și spirituală.
Tema din 2008 a Zilei Oceanului Planetar a fost „Descoperă oceanul din grădina ta!”, care a pus accentul pe legătura foarte strânsă dintre oameni și ocean, indiferent de zonă — în mijlocul continentului sau pe țărm. Organizatorii evenimentului au evidențiat și faptul că ceea ce fac oamenii în propria grădină poate avea un efect pozitiv sau negativ asupra oceanelor. Apa circulă dinspre ocean spre continent și apoi, din nou spre ocean. Resursele de apă sunt limitate, iar oceanele pot fi protejate având grijă de propriile rezerve de apă, de propriile izvoare.
Ziua Oceanului Planetar este în fiecare an o ocazie de a onora produsele pe care oceanul le oferă economiei mondiale, ca de exemplu peștele și, de asemenea, posibilitatea de a-l naviga și amintește de fiecare dată situația precară în care se află Oceanul Planetar care, în urma poluării intensive a apei, a pierdut pe parcursul istoriei zeci de specii de animale și plante acvatice. 
Proiectul Oceanic, în parteneriat cu Rețeaua Oceanului Planetar, încearcă să facă ca lumea să conștientizeze cât de mare este rolul Oceanului în viața noastră și să o informeze despre căile prin care pot micșora efectele antropice negative asupra Oceanului. De Ziua Oceanului Planetar se organizează diferite activități ca curățirea plajelor, lecții tematice, concursuri de artă, festivaluri de film și alte festivități care ar ajuta la conștientizarea faptului că viața organismelor vii depinde enorm de Ocean. Aceste două organizații adună semnături pentru a trimite petiție Națiunilor Unite cu cererea de a oferi Zilei Oceanului Planetar statutul de sărbătoare oficială și internațională. În 2014, Organizația Națiunilor Unite a lansat concursul anual pentru amatori de explorare oceanică a lumii.